# FC Dinamo Almaty
El FC Dinamo Almaty es un equipo de fútbol de Kazajistán que juega en la Segunda División de Kazajistán, la tercera categoría de fútbol en el país.

## Historia
Fue fundado en el año 1937 en la desaparecida ciudad de Almá-Atá con el nombre Dinamo Almá-Atá e inmediatamente formó parte de la Liga Soviética de Kazajistán, en donde salió campeón en 1937.
Fue uno de los equipos de fútbol más importantes durante el periodo soviético, ya que consiguió ganar 5 títulos de liga y 5 de copa, aunque el club desaparece tras caer la Unión Soviética y la independencia de Kazajistán en 1991.
Posteriormente el club es refundado y participa en la Primera División de Kazajistán en la temporada de 1992, obteniendo el ascenso a la Super Liga de Kazajistán para la temporada de 1993, aunque esa misma temporada desciende de categoría.
En 1997 el club toma su denominación actual debido a que la ciudad de Almá-Atá pasó a llamarse Almatý.

## Palmarés
- Liga Soviética de Kazajistán: 5

1937, 1938, 1946, 1954, 1955
- Copa Soviética de Kazajistán: 6

1936, 1938, 1939, 1940, 1951, 1954